# Backlot Stunt Coaster
Backlot Stunt Coaster sont des montagnes russes lancées de trois parcs du groupe Cedar Fair. Elles se situent à Canada's Wonderland, à Vaughan, en Ontario, au Canada et à Kings Dominion, à Doswell, en Virginie et à Kings Island, à Mason, en Ohio, aux États-Unis. Elles ont été construites par Premier Rides.

## Histoire
Les deux premières montagnes russes ont ouvert sous le nom Italian Job: Stunt Track à Canada's Wonderland et à Kings Island en mai 2005. Une année plus tard, Kings Dominion a ouvert les troisièmes montagnes russes sous le nom Italian Job: Turbo Coaster. Les trois avaient des thèmes similaires qui tournaient autour de la scène sur le climat à la fin du film Braquage à l'italienne (The Italian Job en anglais), sorti en 2003. L'attraction avait des wagons qui ressemblaient à des Mini Coopers à l'échelle 3/4. Il y avait des effets spéciaux sur le parcours.
À la fin de la saison 2007, les trois attractions ont été renommées Backlot Stunt Coaster. Des effets spéciaux ont été modifiés pour enlever les références au film et rendre le thème plus général. Les Mini Coopers ont été enlevées pour la saison 2010.

## Description

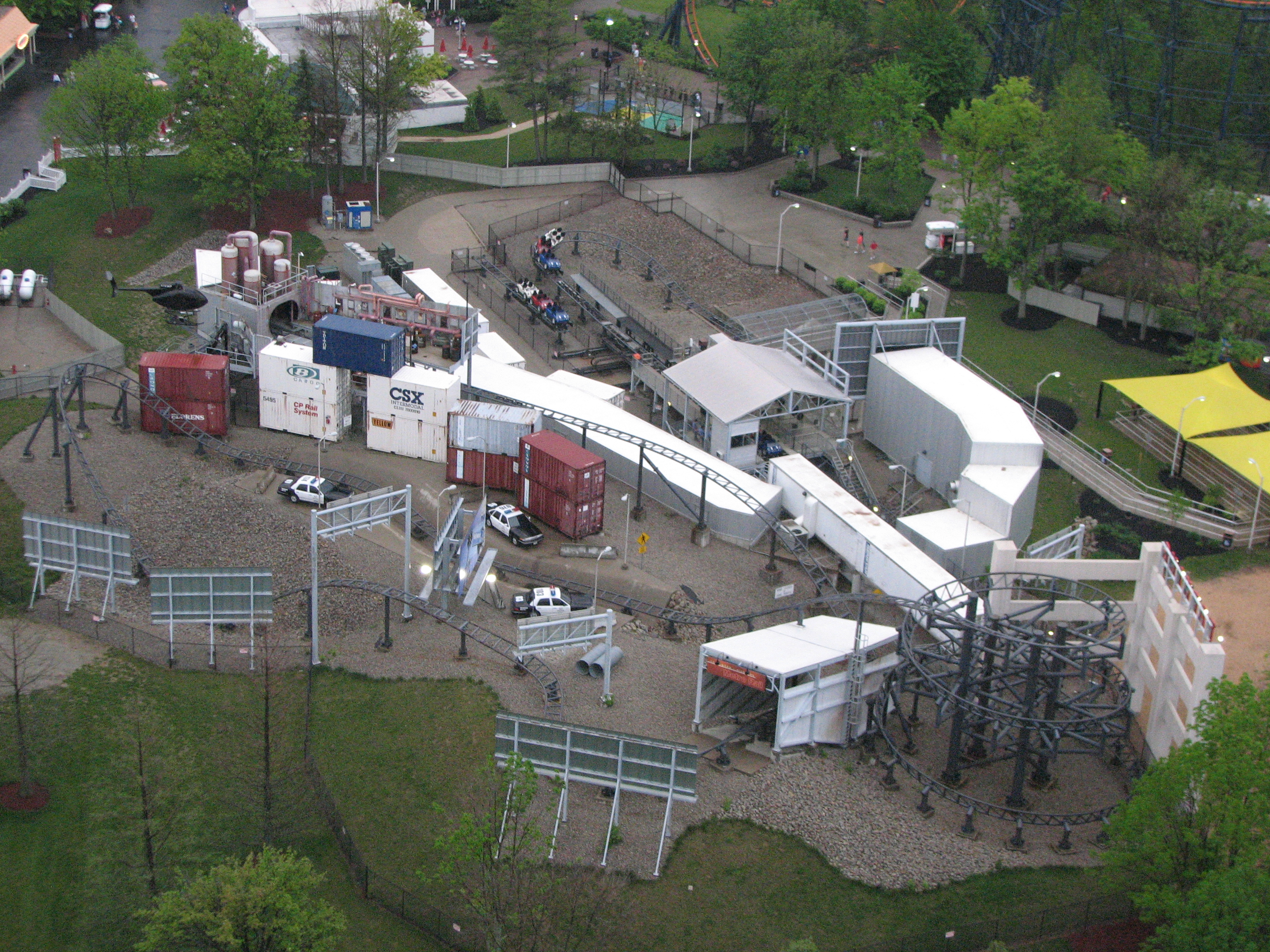
Vue depuis la Tour Eiffel à Kings Island

Le train est accéléré de 0 à 64,4 km/h et va dans un "parking" de trois étages. Il fait deux hélices montantes qui imitent la montée d'une voiture dans un vrai garage. Il descend et va dans une "rue" bordée de panneaux de signalisation routière et trois voitures de police, avec des sirènes et des lumières clignotantes. Il slalome entre les policiers et fait un virage à gauche incliné à 88 degrés. Après une bosse et quelques virages, le train s'arrête devant un tunnel. Il y a un deuxième lancement. Le train tourne, monte et descend dans le noir. Il ressort du bâtiment et arrive à la gare.

## Trains
Backlot Stunt Coaster a trois trains de trois wagons. Les passagers sont placés à deux sur deux rangs pour un total de douze passagers par train. À l'origine, les trains ressemblaient à des Mini Coopers peintes en blanc, rouges ou blanc, comme dans Braquage à l'italienne.
À la fin de la saison 2010, Cedar Fair n'avait plus la licence pour utiliser des Mini Coopers sur le Backlot Stunt Coaster. À cause de ça, les trains ont été simplifiés et ne ressemblent plus à une marque de voitures spécifique.